# Foday Sankoh
Foday Sankoh (17. října 1937 – 30. července 2003) byl příslušníkem kmene Temné. Nedokončil ani základní školu, roku 1956 vstoupil do armády, kde dosáhl hodnosti desátníka. Za podněcování vzpoury byl roku 1971 uvězněn. Po svém propuštění se živil jako fotograf a prospektor. Roku 1991 založil ozbrojenou organizaci Revolutionary United Front (RUF). S podporou svého spojence, liberijského diktátora Charlese Taylora uvedli Sierra Leone do deset let trvající občanské války (konec 2002), v níž usiloval o převzetí kontroly nad diamantovými poli v zemi. Povstaleci rozpoutali teror proti vládním jednotkám i civilnímu obbyvatelstvu, zajatce zabíjeli, mučili a mrzačili, mnozí rebelové včetně samotného Sankoha se dopouštěli rituáního kanibalismu, zajaté ženy drželi v sexuálním otroctví. Po skončení bojů se stal roku 1999 viceprezidentem Sierry Leone, o rok později však byl zatčen, obviněn z válečných zločinů a odsouzen k doživotnímu vězení.